# ثقة (فلم)
ثقة (بالإنجليزية: Trust) هو فيلم دراما إثارة أمريكي من إخراج ديفيد شويمر وبطولة كلايف أوين، كاثرين كينر، فيولا ديفيس، جيسون كلارك وليانا ليبيراتو، صدر الفيلم في 1 أبريل 2011.

## نبذة
بعد أشهر طويلة من التواصل مع صديق لها عبر شبكة الإنترنت، تكتشف المراهقة آني أنه ليس الشخص الذي يفترض أن يكونه، فتتعرض لصدمة عصبية عنيفة تؤثر على تصرفاتها.